# De Bouwerd
 De Bouwerd is een wierde in de gemeente Westerkwartier in de provincie Groningen. De wierde ligt direct ten zuiden van het dorp Ezinge aan de andere kant van het Oldehoofsch kanaal in de naar de wierde vernoemde Bouwerderpolder. De hoogte van de wierde bedraagt ongeveer 2,3 meter boven NAP en de omvang ongeveer 2,5 hectare. De wierde is met name bekend geworden vanwege de vondst van een dubbel paardengraf uit de 8e eeuw door een assistent van van Giffen.
De wierde werd in 2001 door de gemeente Winsum aangewezen als archeologisch rijksmonument.

## Naam en geschiedenis
De herkomst van de naam is onzeker. De Vries vermoedt dat de naam te maken heeft met het Groningse woord 'baawn'; "(be)bouwen" en het Oostfriese woord 'bûwa'; "bebouwen, ploegen" en dat de naam dus naar 'bouwland' verwijst. Oudere en nieuwere vermeldingen kon hij echter niet vinden, waardoor de betekenis onzeker blijft. De naam komt ook elders voor in Groningen in de klauwboek (kluftboek) van Tjassens; in 1512 wordt een Luingeheerd in de Bouwert genoemd in een onbekende kluft en in 1572 een Hissemaheert in de Bauwert in de Zuiderklauw van de rechtstoel Ten Boer, Thesinge en Garmerwolde (Bouwerschap).
De wierde werd waarschijnlijk in de eerste eeuwen na Christus in een keer aangelegd op een kwelderwal en is waarschijnlijk nooit gebruikt voor bewoning. Midden in de wierde is een vroegmiddeleeuws grafveld aangetroffen dat waarschijnlijk dateert tussen de 5e en 9e eeuw. De wierde ligt ongeveer 300 meter ten zuiden van de dorpswierde van Ezinge, waar in de zuidwesthoek ook graven zijn gevonden die reeds verwijderd waren bij de opgraving van Van Giffen in 1933. De relatie tussen beide wierden is onbekend, maar deze opstelling is ook aangetroffen bij andere grafvelden, zoals de Bultvenne bij Termunterzijl, het grafveld bij Godlinze, de wierde Paddepoel IV bij Paddepoel en de wierde De Capel bij Ulrum. Of Ezinge ooit twee grafvelden heeft gekend of dat beide wierden vroeger een geheel hebben gevormd is eveneens onbekend.

## Opgravingen
De eerste opgraving in de wierde vond voor zover bekend plaats in 1875, toen naast enkele graven ook een (graf)urn werd gevonden, die een jaar later door burgemeester Tresling van Ezinge aan het Groninger Museum werd geschonken. In 1891 werd een tweede opgraving gedaan door dominee Wilbrand Johannes Koppius en huisarts Arent Folmer, die schreven: 'Nimmer zagen wij zooveel skeletten bij elkander liggen in een cultuurlaag van zulk een hoogen ouderdom'. Zij troffen naast meerdere skeletten ook een zwaard en een ronde zwaardknop, die eveneens aan het Groninger Museum werden geschonken. De ronde zwaardknop wijst erop dat het ging om een Karolingische spatha, daar een soortgelijk zwaard bij de opgraving van Lutke Saaxum werd gevonden.

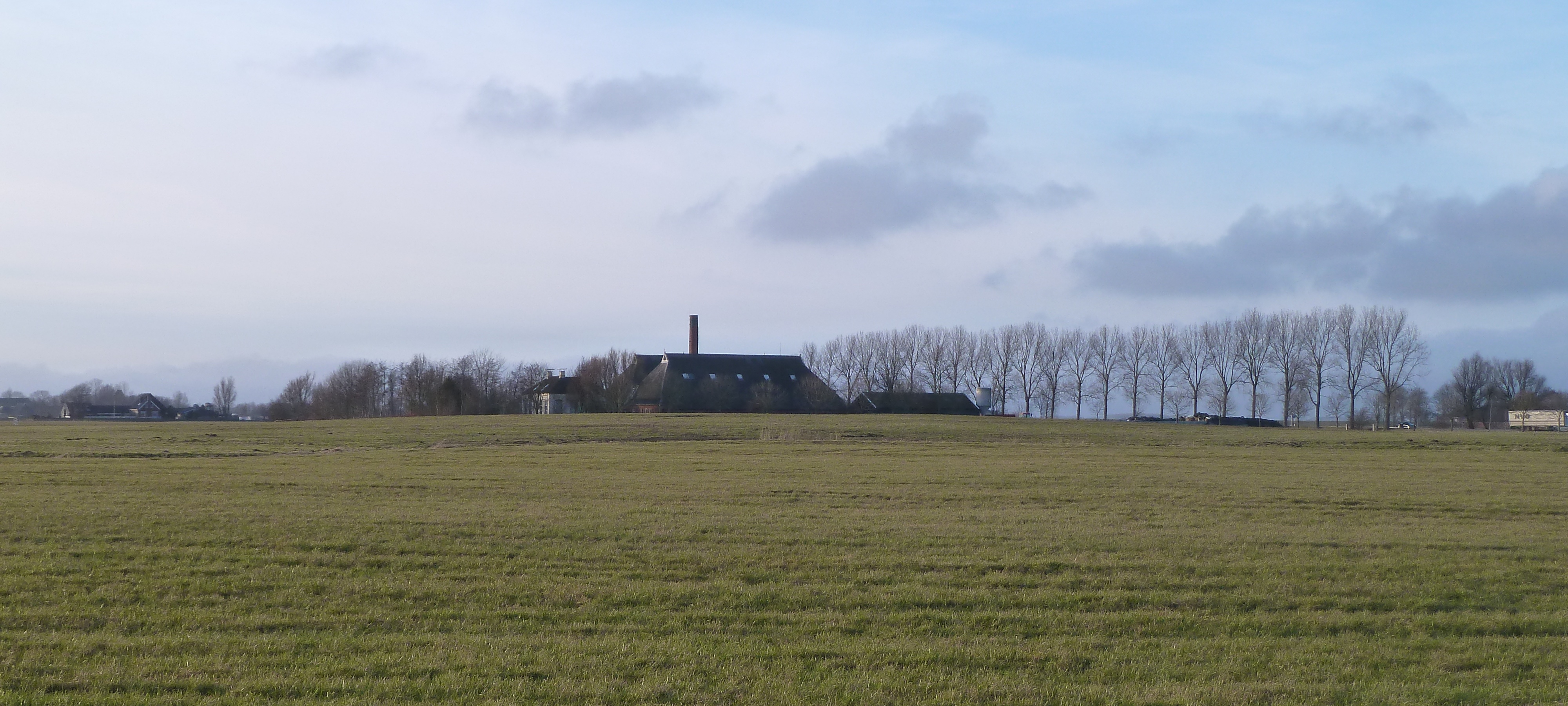
De wierde De Bouwerd met op de achtergrond de pijp van de vroegere steenfabriek van Ezinge, die in 2014 wegens bouwvalligheid gesloopt werd.

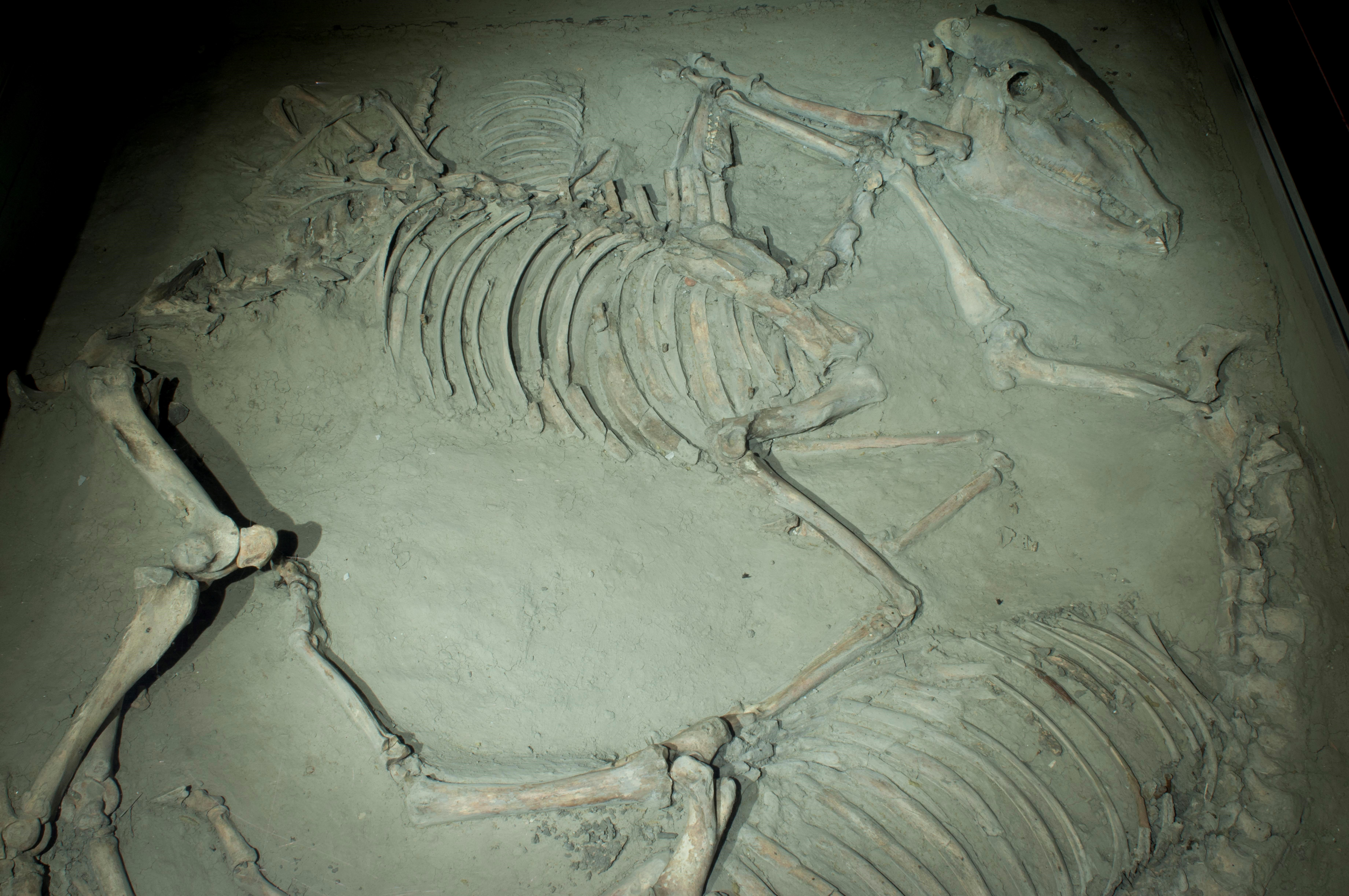
Het paardengraf in het Museum Wierdenland in Ezinge

Nadat bij de afgraving van de wierde in 1933 wederom skeletten werden gevonden, stuurde Van Giffen, die zelf bezig was met de wierde van Ezinge, zijn assistent Cornelus Coenraad Willem Jan Hijszeler naar de wierde om er onderzoek te doen. Hijszeler onderzocht in 1933 en 1934 een deel van de wierde en ontdekte daarbij ten minste 22 skeletten en twee urnen. In totaal zouden daarmee ten minste 28 mensen op deze plek ter aarde zijn besteld, maar Knol (2007) denkt (gebaseerd op een andere opgraving) dat er zeker dubbel zoveel graven moeten zijn geweest. Een deel van de skeletten was voor de opgraving immers reeds verdwenen, een deel kan in de loop der tijd zijn vergaan en het noordelijke en westelijke deel van de wierde zijn tot op heden nog niet onderzocht. Knol vermoed dat het mogelijk een familiegraf kan zijn geweest, maar geen dorpsbegraafplaats. Bij een deel van de skeletten werden resten van boomkisten aangetroffen. Bij de menselijke resten trof Hijszeler een aantal grafgiften aan, zoals mesjes, kralen, een handvat, slijpsteen, langsax en 2 spatha's. De langsax en spatha's werden door Hijszeler gedateerd op de 8e eeuw en andere grafgiften op tussen de 6e en 9e eeuw. Naast menselijke overblijfselen werden door Hijszeler ook een drietal dierengraven gevonden. In een daarvan lagen twee hengsten en een hond, in een andere een paard en in nog een andere een paard en een ander dier (waarschijnlijk ook een hond). Elders in het noorden zijn paardengraven gevonden in Antum, de Bultvenne en Oosterbeintum en hondengraven in Hogebeintum en Rasquert. In al deze graven zijn ook Karolingse wapens aangetroffen. Daarmee kunnen de graven van De Bouwerd ook (grotendeels) gedateerd worden in de Merovingische en Karolingse periode. In 2007 werden Hijszeler's bevindingen postuum gepubliceerd door Egge Knol.
Bij een vierde kleinere opgraving in 1971 werden scherven uit de inheems-Romeinse periode, de middeleeuwen en (sub)recente periode gevonden.
De wierde is het bekendst geworden door het paardengraf met de twee hengsten. Dit graf wijst volgens Knol op de begrafenis van een gewichtig dorpsgenoot; mogelijk degene waarbij de langsax of een van de spatha's werd gevonden. De vondst werd na de opgraving uit de wierde gehaald en als jachttrofee van Van Giffen in het Biologisch Archeologisch Instituut in Groningen geplaatst. In 1978 werd het overgebracht naar het Groninger Museum, in 1994 naar de gang van het Harmoniecomplex van de Rijksuniversiteit Groningen en in 2005 naar het nieuwe gebouw van Museum Wierdenland in Ezinge.